# Чистяков, Михаил Николаевич
Михаи́л Никола́евич Чистяко́в (6 (18) ноября 1896, Санкт-Петербург — 15 сентября 1980, Москва) — советский военачальник, маршал артиллерии (1944).

## Биография
Михаил Николаевич Чистяков родился в Санкт-Петербурге в семье железнодорожника. Окончил реальное училище, зарабатывал репетиторством.
На военной службе в Русской императорской армии с 1915 года. Окончил учебную команду вольноопределяющихся в запасном артиллерийском дивизионе Западного фронта. Участник Первой мировой войны: разведчик-наблюдатель и унтер-офицер в 19-й артиллерийской бригаде 19-й пехотной дивизии на Юго-Западном фронте. Награждён двумя Георгиевскими крестами. В 1917 году был произведён в чин прапорщика, назначен командиром артиллерийского взвода. Весной 1918 года демобилизован.
В Красной армии с сентября 1918 года. В Гражданскую войну воевал командиром артиллерийского взвода, батареи, дивизиона в 21-й и в 29-й стрелковых дивизиях на Восточном и Западном фронтах.
После окончания Гражданской войны на командных должностях. С ноября 1922 года — помощник начальника артиллерии стрелковой дивизии. С октября 1923 года — начальник артиллерии дивизии и командир 81-го артиллерийского полка 81-й стрелковой дивизии Московского военного округа. Окончил артиллерийские курсы усовершенствования командного состава в 1926 году (Ленинград), курсы усовершенствования высшего начальствующего состава при Военной академии РККА имени М. В. Фрунзе в 1930 году. С ноября 1926 года — помощник начальника артиллерии 2-го стрелкового корпуса. С ноября 1929 года — командир 116-го артиллерийского полка. С ноября 1930 года — начальник артиллерии 2-го стрелкового корпуса. С июня 1936 года — помощник по артиллерии инспектора Белорусского военного округа. С марта 1938 года — начальник курсов усовершенствования высшего комсостава артиллерии при Артиллерийской академии РККА имени Ф. Э. Дзержинского. С февраля 1941 года — начальник Управления боевой подготовки наземной и зенитной артиллерии Главного артиллерийского управления РККА.
В Великой Отечественной войне — с июля 1941 года. Воевал начальником артиллерии Западного фронта, с сентября 1941 — начальник артиллерии 34-й армии Северо-Западного фронта. В декабре 1941 года назначен начальником управления боевой подготовки Главного управления артиллерии, а в июне 1943 года — заместителем командующего артиллерией Красной Армии.
М. Н. Чистяков участвовал в подготовке и проведении операций на Сталинградском, Донском, Южном, Воронежском, Степном, 3-м Украинском и 4-м Украинском, 3-м Белорусском, 1-м, 2-м и 3-м Прибалтийских фронтах. Участник Смоленского оборонительного сражения 1941 года, Сталинградской битвы, Курской битвы, Донбасской наступательной операции 1943 года, Крымской, Белорусской, Прибалтийской наступательных операций. С июня 1945 года — командующий артиллерией советских войск на Дальнем Востоке, участник разгрома японской Квантунской армии во время советско-японской войны.
Звание маршала артиллерии присвоено 25 сентября 1944 года.
С октября 1945 года Чистяков был вновь назначен заместителем командующего артиллерией Вооружённых сил СССР, с апреля 1946 — заместитель командующего артиллерией Вооружённых сил по боевой подготовке, с июля 1953 года — заместитель командующего артиллерией Советской Армии по военно-учебным заведениям. С ноября 1957 года — генерал-инспектор артиллерии Инспекции Сухопутных войск Главной инспекции Министерства обороны СССР, там с июля 1961 года был генералом-инспектором ракетных и артиллерийских частей, с апреля 1963 — генералом-инспектором ракетных войск оперативно-тактического назначения и артиллерии. В декабре 1964 года назначен военным инспектором-советником Группы генеральных инспекторов Министерства обороны СССР.
Депутат Верховного Совета РСФСР 2-го созыва (1947—1951). В ВКП(б) вступил в 1944 году.
Скончался в Москве, похоронен на Новодевичьем кладбище.

## Награды
- 3 ордена Ленина (21.02.1945, 26.11.1956[3], 1966)
- Орден Октябрьской Революции (17.11.1976)
- 3 ордена Красного Знамени (3.03.1942, 3.11.1944, 20.06.1949)
- Орден Суворова 1-й степени (18.11.1944)
- 2 ордена Кутузова 1-й степени (17.09.1943, 8.09.1945)
- Орден Богдана Хмельницкого 1-й степени (29.07.1944)
- Орден Суворова 2-й степени (16.05.1944)
- Орден Отечественной войны 1-й степени (04.02.1943)
- Орден Красной Звезды (22.02.1938)
- Орден «За службу Родине в Вооружённых Силах СССР» 3-й степени (30.04.1975)
- Ряд медалей СССР
- Орден Красного Знамени (Монголия)
- Орден «За боевые заслуги» (Монголия, 6.07.1971)
- Медали НРБ, ЧССР, МНР, КНДР, КНР

## Воинские звания
- комбриг (5.02.1936)
- генерал-майор артиллерии (4.06.1940)
- генерал-лейтенант артиллерии (17.11.1942)
- генерал-полковник артиллерии (3.04.1944)
- маршал артиллерии (25.09.1944)